# Joint-Strike-Fighter-Programm

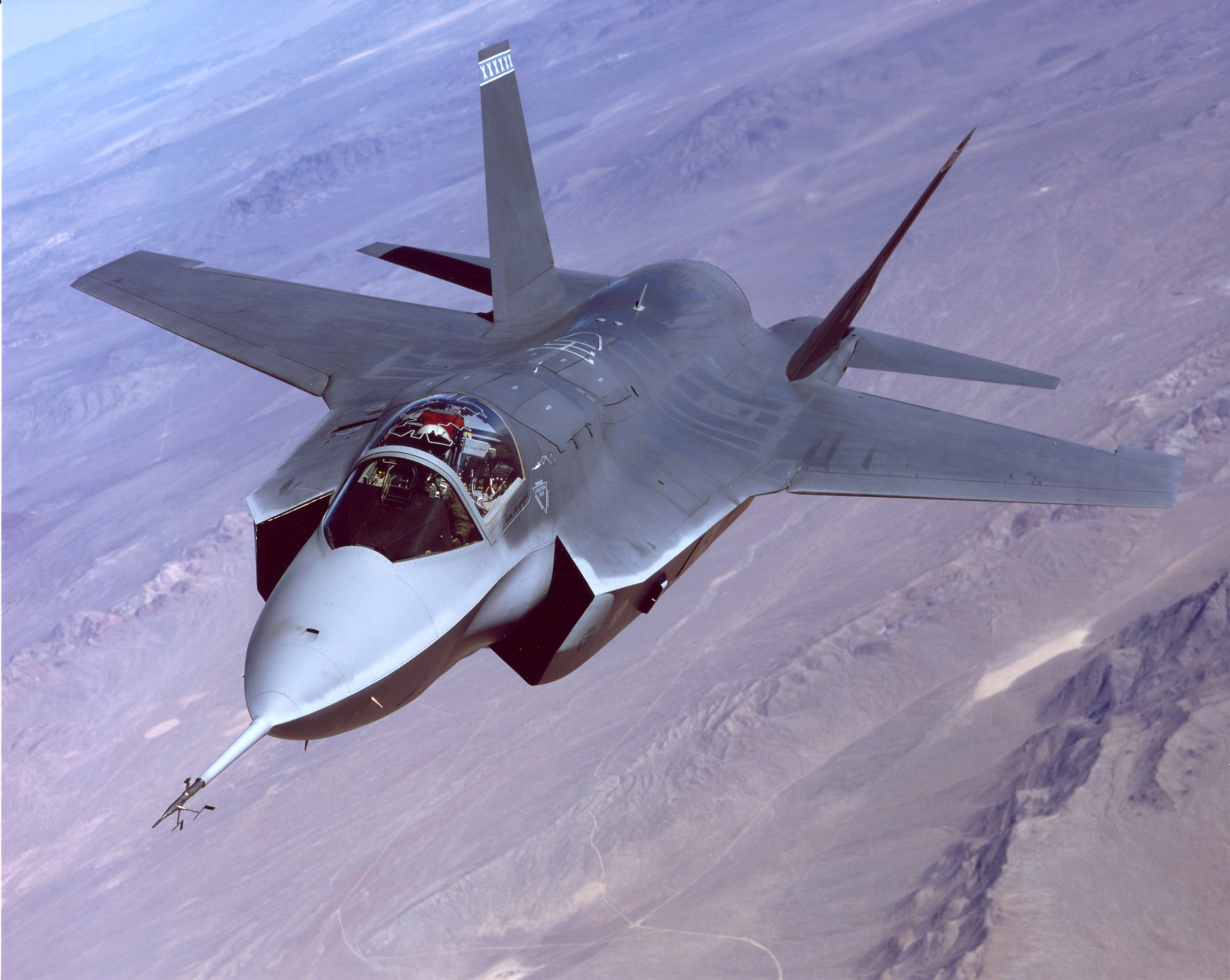
Die ausgewählte X-35 in der Luft

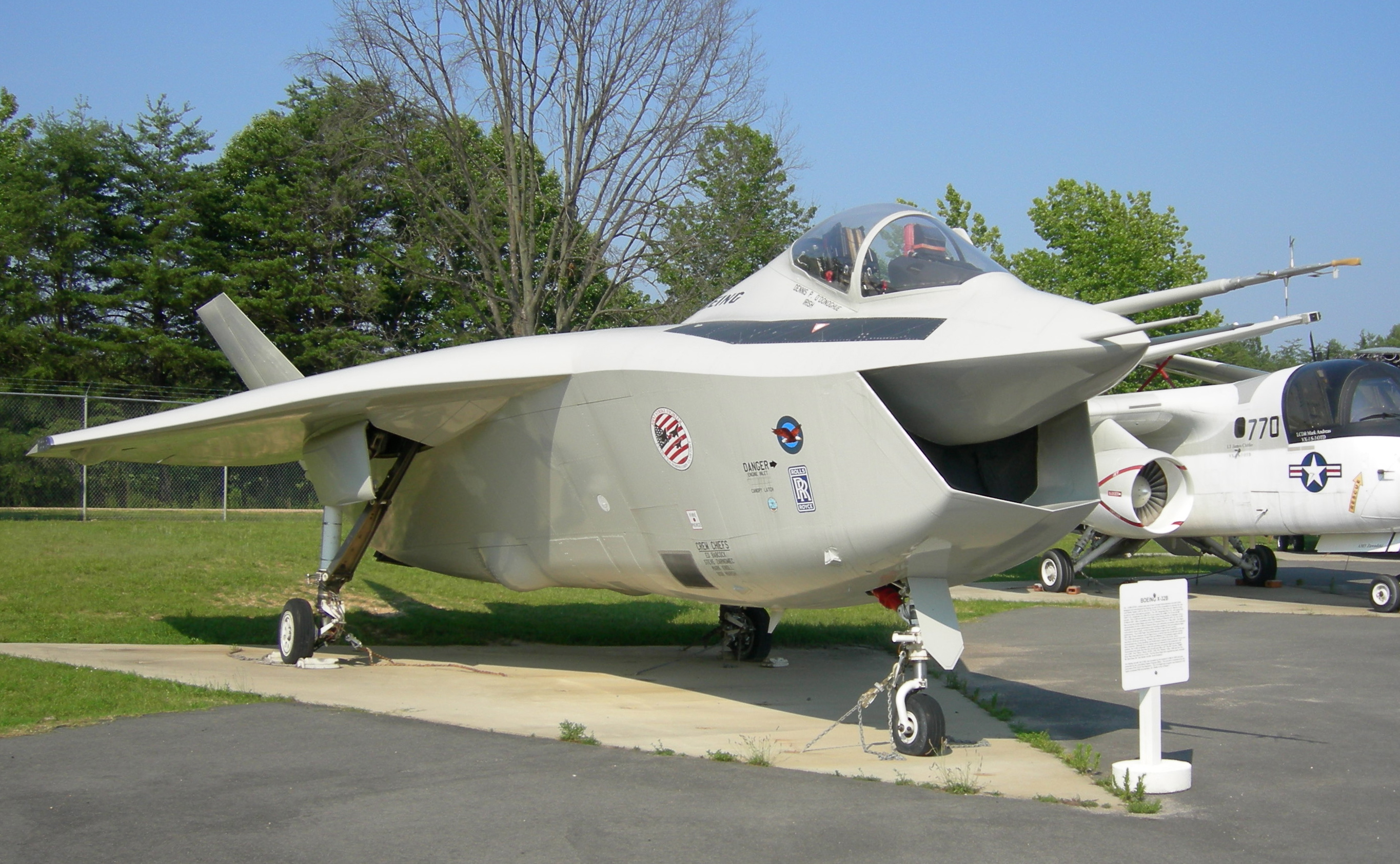
Die unterlegene X-32

Das Programm Joint Strike Fighter (ursprünglich Joint Advanced Strike Technology, wörtlich etwa "gemeinsame fortgeschrittene Kampftechnik" (kurz JAST)) wurde 1993 ins Leben gerufen, nachdem das US-Verteidigungsministerium einige Studien über den gegenwärtigen Zustand und die künftigen Anforderungen an die Streitkräfte abgeschlossen hatte. Für die Luftstreitkräfte in der US-Armee bedeutete dies, dass die laufenden Programme F-22 Raptor und F/A-18E/F Super Hornet fortgeführt wurden. Das Multi-Role-Fighter-Programm und das A/F-X-Programm wurden abgebrochen, die Beschaffung von F-16 Fighting Falcon und F/A-18C/D Hornet werden auslaufen. Das JAST-Programm wurde gewissermaßen als Ausgleich gestartet.
Das JAST-Projektbüro wurde am 27. Januar 1994 eröffnet. Seine ersten Aufgaben bestanden darin, Anforderungen an Flugzeuge, Waffen und Sensortechnik zu definieren, die durch die zukünftige Entwicklung taktischer Flugzeuge erfüllt werden müssten. Letztendliches Ziel war eine gemeinsame Flugzeugfamilie, die mehrere alternde Flugzeugtypen in den Hangars der USA und der Briten ersetzen können sollte.
Zu den Designzielen für den Joint Strike Fighter gehörten:
- Tarnkappeneigenschaften
- Sensor-Integration, um Präzisionsmunition zu unterstützen
- Niedrige Beschaffungskosten
- Niedrige Wartungskosten

Den JSF wird es in drei verschiedenen Varianten geben, die auf die Bedürfnisse der jeweiligen Abnehmer abgestimmt sind:
- Ein konventionell startendes und landendes Flugzeug für die United States Air Force und den Export (Variante A)
- Eine trägergestützte Variante für die United States Navy mit größeren Tragflächen, beiklappbaren Tragflächenenden, verstärktem Fahrwerk sowie Fanghaken. (Variante C)
- Ein Kurzstartflugzeug mit Senkrechtlandekapazität für das United States Marine Corps und die Royal Air Force. Das Triebwerkskonzept ist dabei völlig neu (Variante B)

Aufgrund der Anforderungen legten 1994 folgende Firmen je eine Konzeptstudie vor.
- Boeing
- Lockheed Martin
- McDonnell Douglas und British Aerospace
- Northrop

1996 bekamen Boeing und Lockheed Martin den Auftrag die X-32 bzw. die X-35 zu entwickeln und zu bauen.
Am 26. Oktober 2001 wurde dann entschieden, den Fertigungsauftrag für den zukünftigen F-35 Joint Strike Fighter an Lockheed Martin zu vergeben.

## Technische Daten
- Triebwerke:
  - 1 × Pratt & Whitney F135 Turbofan mit 179 kN (40000 lbs) Maximalschub;
  - später 1 × General Electric F136